# Peggy Brown
Peggy Brown, nom de scène de Margit Lorenz (née en 1930 en Bohême) est une chanteuse allemande.

## Biographie
Margit Lorenz grandit en Bohême et arrive dans ce qui est alors la zone d'occupation soviétique en Allemagne après la Seconde Guerre mondiale. À Erfurt, elle fréquente le conservatoire, où elle étudie plusieurs instruments et le chant. Sa passion est d'abord le jazz, alors elle chante avec un big band à Gera.
En 1949, elle s'installe à Nienburg/Weser. En plus du jazz, elle s'intéresse au schlager. Elle épouse le tromboniste Schumann, avec qui elle s'installe à Munich en 1950 et chante dans les clubs américains. Au cours de ces années, le Bayerischer Rundfunk produit plusieurs enregistrements avec elle et le Willi Bösel-Band sous la direction de Herbert Beckh. Après la séparation du Willi Bösel-Band, Margit Schumann fonde son propre orchestre, où elle chante ainsi que joue de la guitare et de l'accordéon.
Au milieu des années 1950, Margit obtient son premier contrat d'enregistrement avec Tempo. Elle fait des reprises du schlager allemand qui a du succès et des duos avec Fred Bertelmann et Claus Herwig. En 1960, elle signe avec la maison de disques Telefunken. Le producteur Wolf Kabitzky lui donne le nom de scène de Peggy Brown en 1960 et produit deux titres avec elle.Le troisième Denn sie fahren hinaus auf das Meer atteint la septième place des ventes en Allemagne. Le succès lui vaut plusieurs engagements à la radio et à la télévision et à partir de 1961 également au cinéma. Elle est candidate pour représenter l'Allemagne au Concours Eurovision de la chanson en 1961 et 1962, elle n'est pas retenue.
Peggy Brown publie des singles jusqu'en 1965, mais elle n'a plus le succès de 1960. L'un de ses partenaires sur un single est Claus Herwig (duo "Peggy and Jack"), qui ensuite commence une carrière solo avec succès sous le nom de Teddy Parker.
À la fin des années 1960 et au début des années 1970, elle a un rôle musical dans la pièce radiophonique Der Räuber Hotzenplotz d'Egon L. Frauenberger.
À l'expiration de son contrat d'enregistrement, elle décide de ne pas le renouveler et fonde la Peggy-Brown-Chor, une chorale d'accompagnement qui participe aux enregistrements de nombreux artistes tels que Siw Malmkvist et Vico Torriani. Elle abandonne le chant choral dans les années 1970 et se retire du show-business avec son deuxième mari.

## Discographie
- 1960 : Lieber Jonny, komm doch wieder / Honeymoon mit dir allein
- 1960 : Singen, swingen / Ein Mann wie du
- 1960 : Denn sie fahren hinaus auf das Meer / Zähle jede Stunde
- 1961 : Du bist meine Welt / Gegen Liebe gibt es keine Medizin
- 1961 : Jeden Sonntag eine Rose von dir / Sag ist das die Liebe
- 1961 : Gondola d’amore / Südwind – Sonne – Meeresstrand
- 1961 : Keiner weiß ob sie sich wiedersehn / Spiel nicht mit der Liebe
- 1962 : Ein Wiedersehn mit Jacky / Das Lexikon d’amour
- 1962 : Laß mich nie wieder weinen / Gehn am Kai die Lichter aus
- 1962 : Jedes Glück auf der Welt / Laß mich wieder heim
- 1962 : Komm doch wieder / Mein Reklame-Boy
- 1962 : Das kann nur Liebe sein / Fremder Wind
- 1963 : Ein Tango in der Hafenbar / Don Carlos
- 1963 : Silberweiße Wogen / Eine Träne fiel ins Meer
- 1963 : Schiff ohne Hafen / Die Berge von Dakota
- 1965 : Bitte sag’s nicht weiter / Wenn es Abend wird

## Filmographie
- 1961 : Elles pensent toutes à ça ! (de)
- 1961 : Schlagerrevue 1962 (de)
- 1961 : Ramona
- 1962 : Café Oriental (de)
- 1962 : Bier, Peseten und Trompeten (TV)
- 1963 : Glück zu kleinen Preisen (TV)
- 1964 : Mitternachtszauber (TV)
- 1965 : Wir reisen mit Musik - Ein Bummel um die Welt (TV)
- 1967 : Gemüse und Liebe engros (TV)

## Source de la traduction
- (de) Cet article est partiellement ou en totalité issu de l’article de Wikipédia en allemand intitulé « Peggy Brown » (voir la liste des auteurs).